# Aggsbach
Aggsbach je městys v Rakousku ve spolkové zemi Dolní Rakousy v okrese Kremže. Žije v něm 660 obyvatel (podle sčítání z roku 2016).

## Poloha
Aggsbach se nachází ve spolkové zemi Dolní Rakousy v regionu Waldviertel. Leží 18 km jihozápadně od okresního města Kremže u řeky Dunaj. Prochází zde silnice B3, která vede z města Kremže podél Dunaje přes Melk a Perg až do Lince. Rozloha území města činí 13,71 km2.

### Členění
Území městyse Aggsbach se skládá ze čtyř částí (v závorce uveden počet obyvatel k 1.1.2015):
- Aggsbach Markt (407)
- Groisbach (72)
- Köfering (28)
- Willendorf in der Wachau (163)

## Historie
Byla zde nalezena 25 000 stará soška plodnosti Willendorfská venuše.
První písemná zmínka o městysu pochází už z roku 1148 ve tvaru Accusabah.

## Pozoruhodnosti
- Farní kostel Nanebevtetí Panny Marie v Aggsbach Markt

## Osobnosti
- Sigismund Calles (1696–1767), jezuita a historik

## Galerie

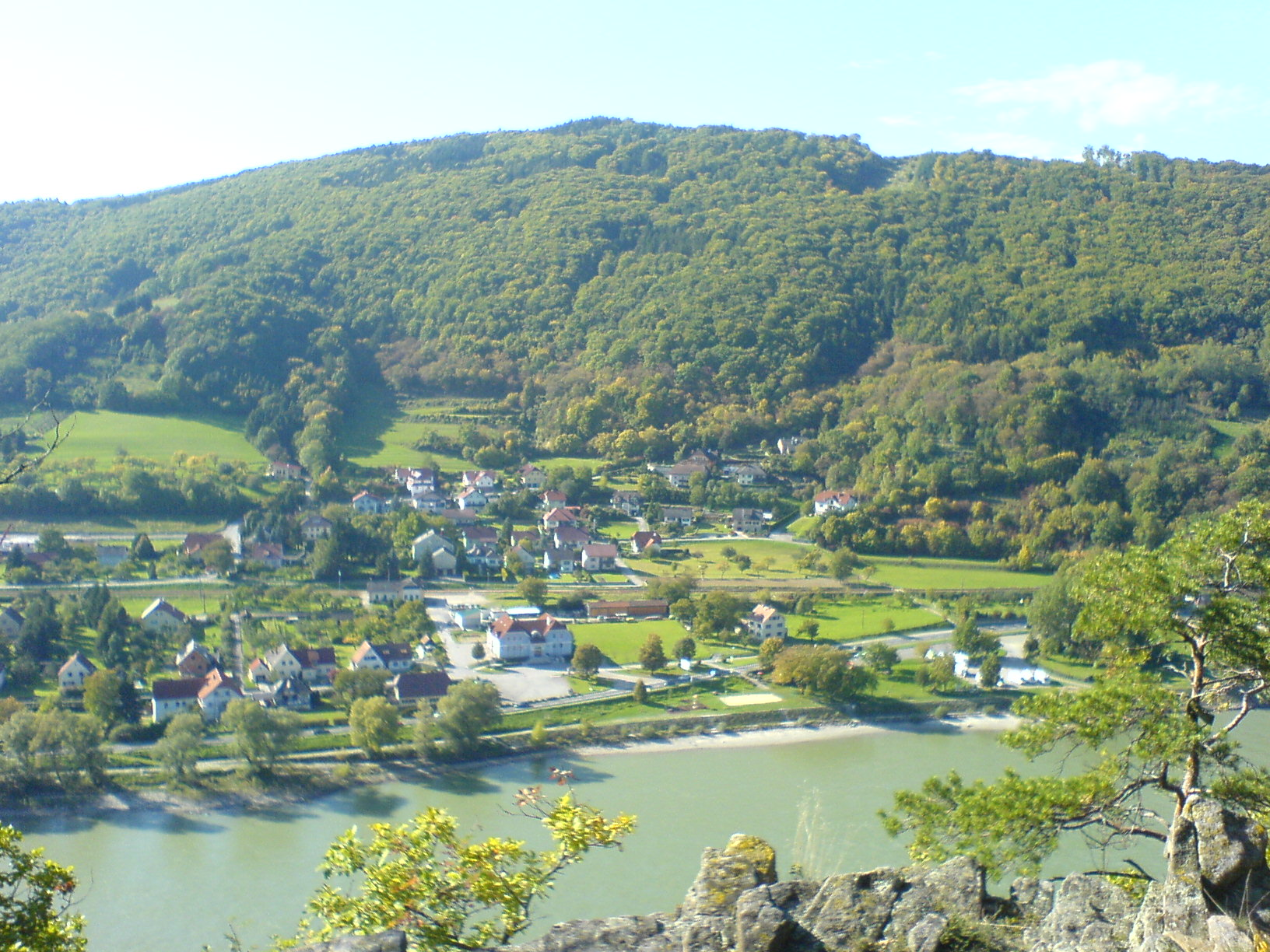
Aggsbach Markt přes Dunaj
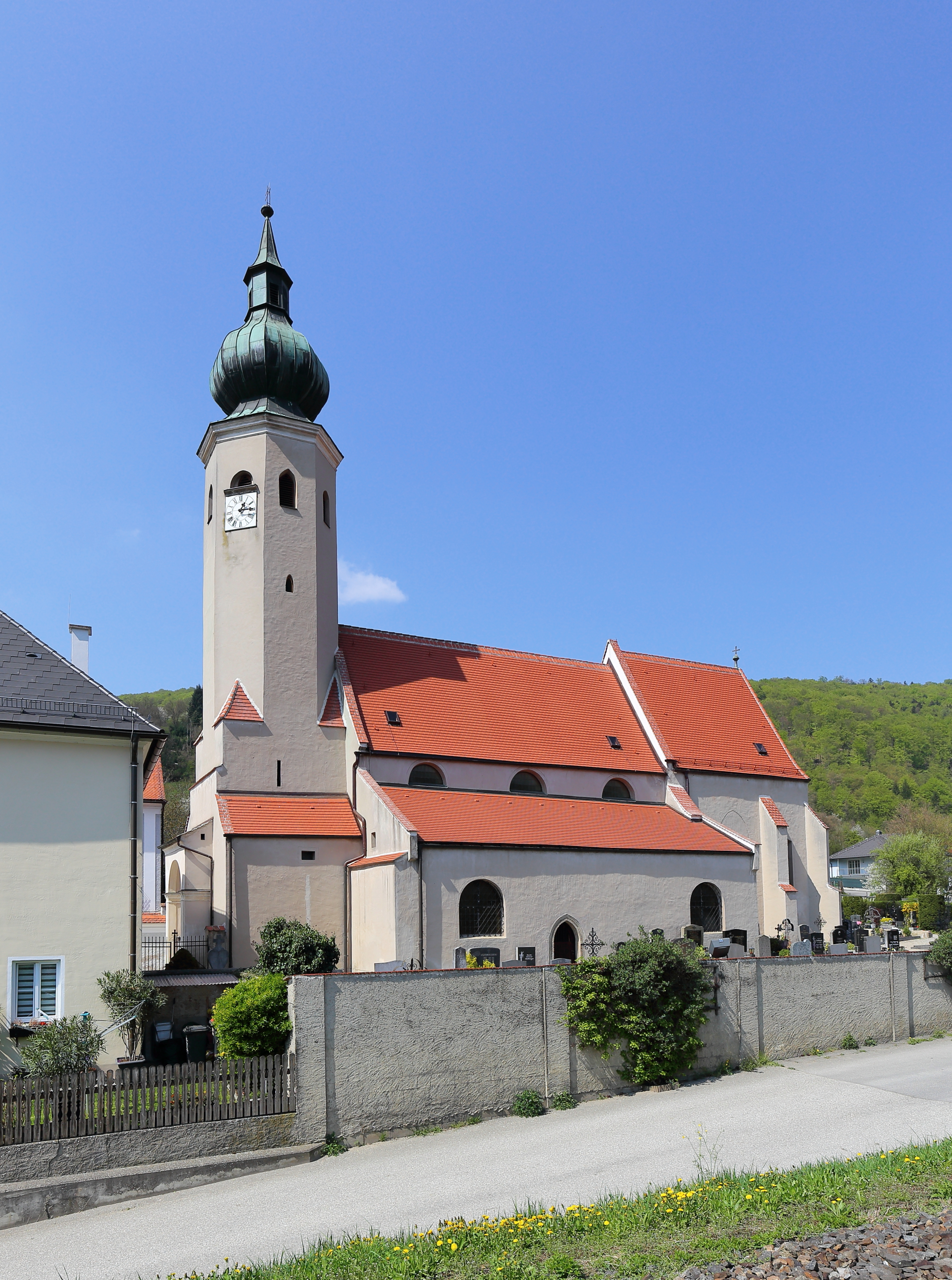
Farní kostel Nanebevzetí Panny Marie v Aggsbach Markt
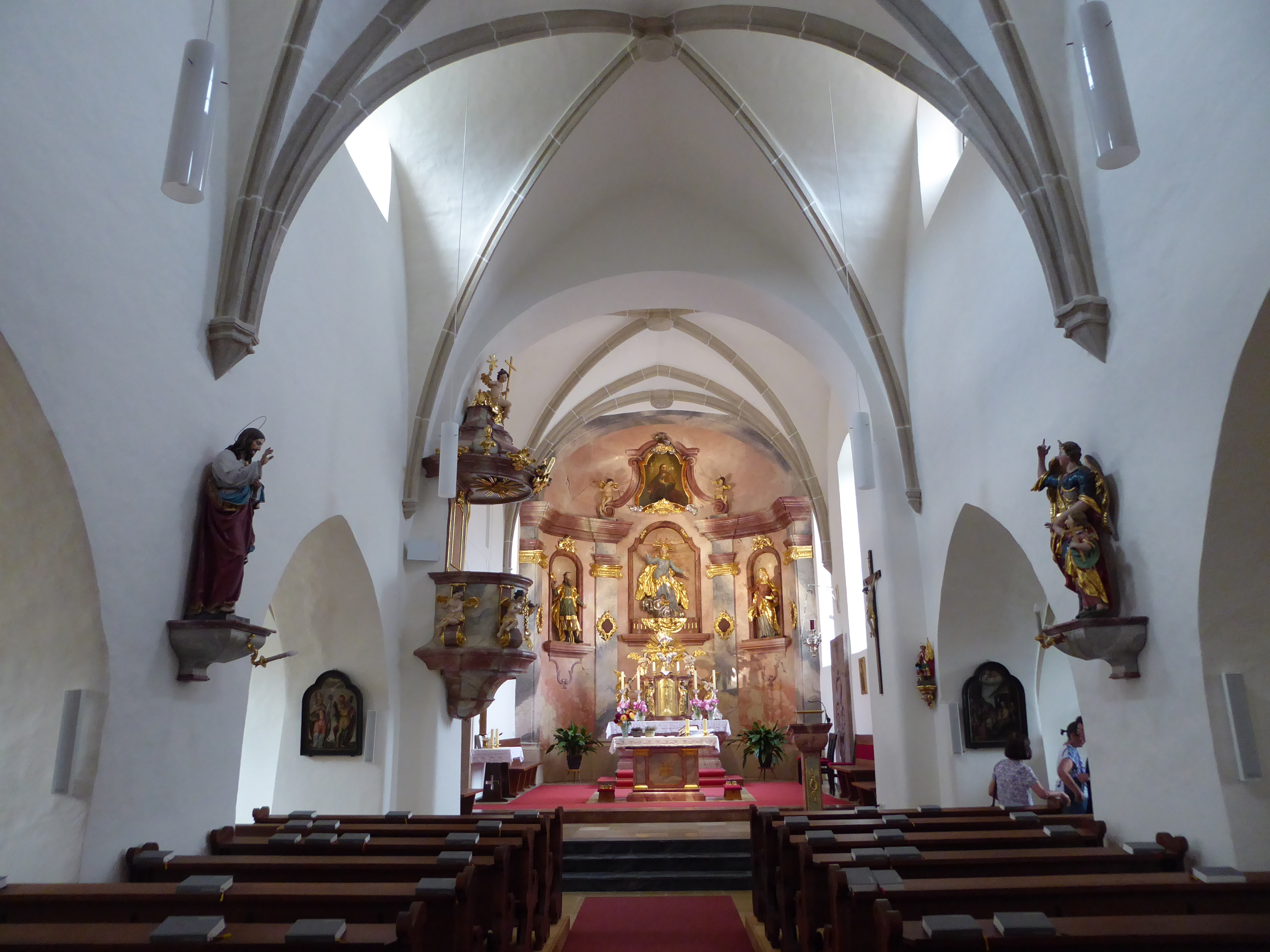
Farní kostel Nanebevzetí Panny Marie v Aggsbach Markt (interiér)
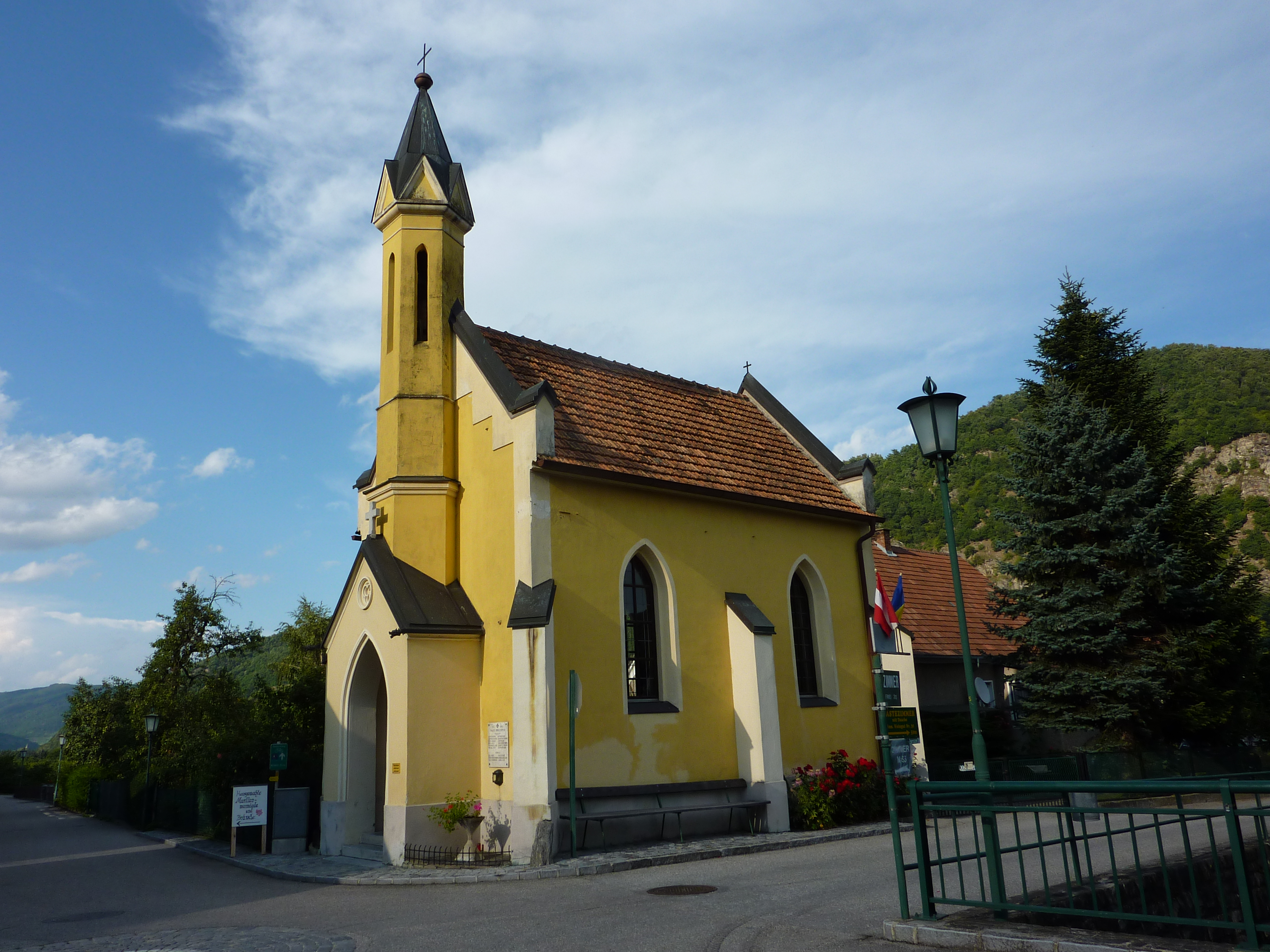
Kaple v Groisbachu
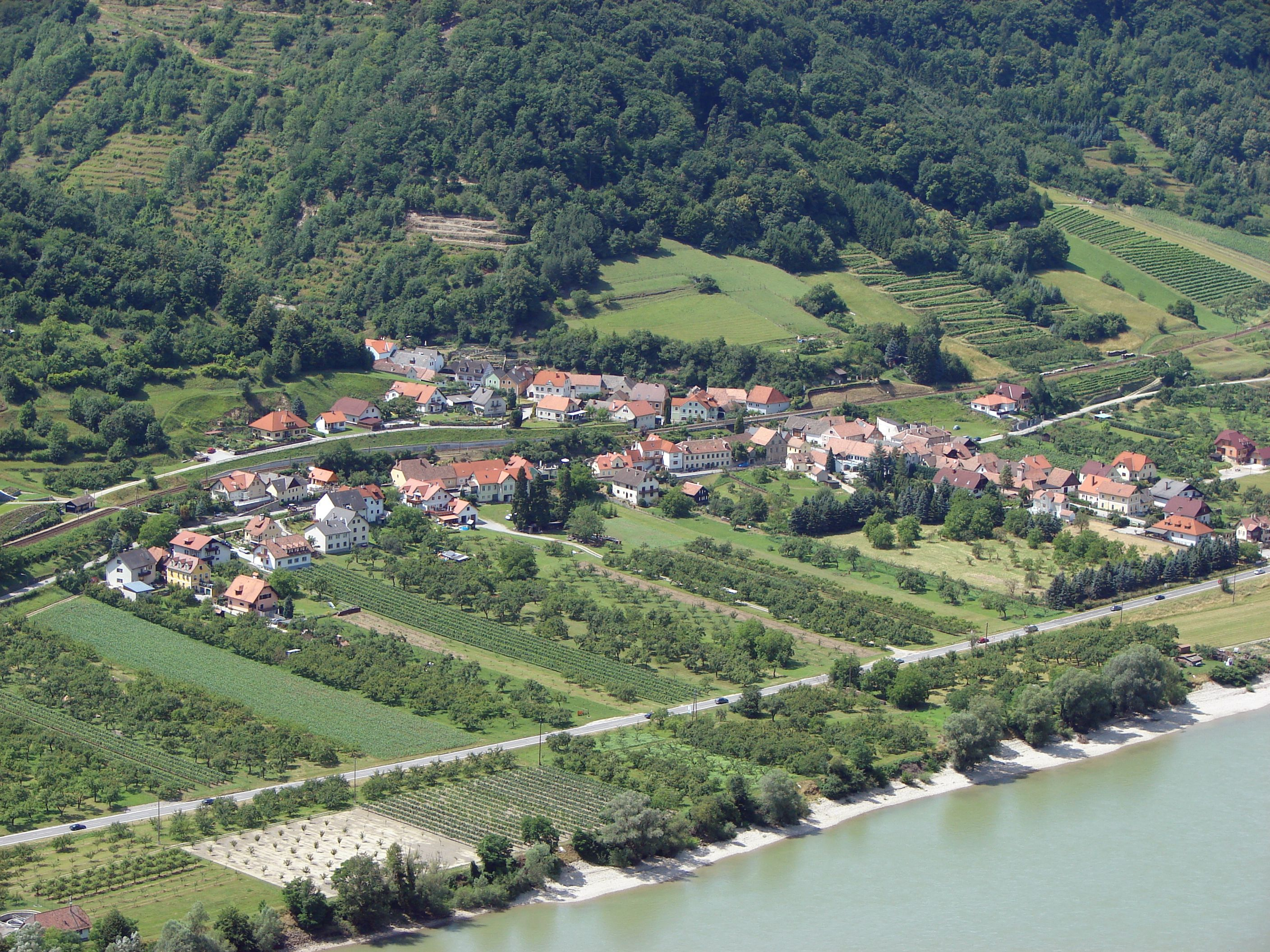
Willendorf in der Wachau
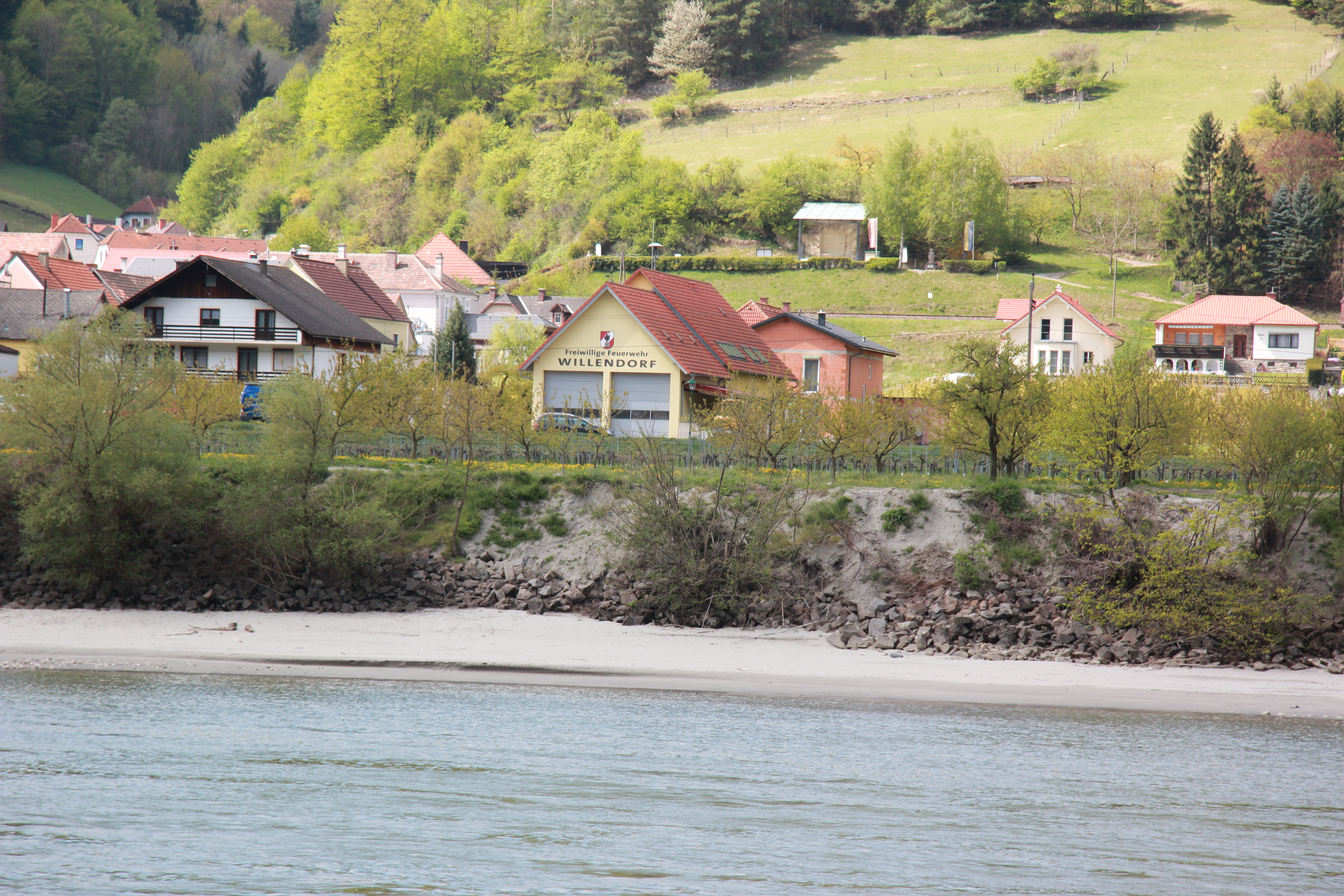
Willendorf z Dunaje